# Justizvollzugsanstalt Rottweil
Die Justizvollzugsanstalt Rottweil ist eine Justizvollzugsanstalt des Landes Baden-Württemberg. Die Hauptanstalt befindet sich in Rottweil, Außenstellen bestehen in Hechingen, Oberndorf am Neckar und Villingen-Schwenningen.

## Geschichte

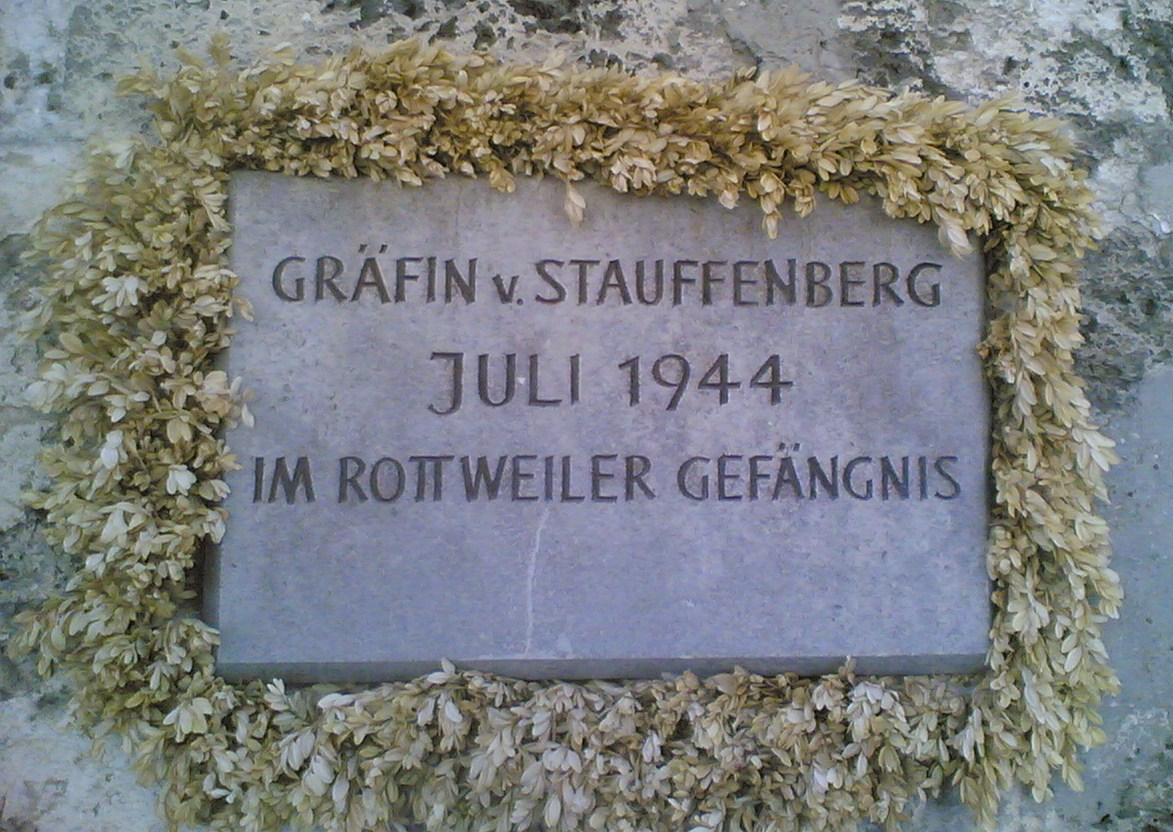
Gedenktafel an der Außenmauer des Rottweiler Gefängnisses

Die Hauptanstalt (Hintere Höllgasse 1) wurde 1861 als Oberamtsgerichtsgefängnis errichtet. Das Gebäude samt Ummauerung steht unter Denkmalschutz. Es handelt sich um einen mehrgeschossigen, unverputzten Bau aus Tuffsteinmauerwerk mit Satteldach und Schildgiebeln. Im 19. Jahrhundert fanden im Gefängnishof noch Hinrichtungen statt.
Die Außenstellen bestehen seit 1876 (Hechingen), 1905 (Oberndorf) beziehungsweise 1847 (Villingen-Schwenningen). Nach dem gescheiterten Attentat auf Adolf Hitler vom 20. Juli 1944 war Nina Schenk Gräfin von Stauffenberg, Ehefrau von Claus Schenk Graf von Stauffenberg, im Juli 1944 kurzzeitig in Rottweil inhaftiert. Hierauf weist eine Gedenktafel an der Außenmauer des Gefängnisses hin. Gleichzeitig wurde auch Nikolaus Graf von Üxküll-Gyllenband in Rottweil festgehalten, bevor er nach Berlin weitertransportiert wurde.

## Zuständigkeiten
In Rottweil sind nur Männer untergebracht. Hier werden Strafen bis zu sechs Monaten verbüßt. Daneben gibt es Untersuchungshäftlinge und aus zivilrechtlichen Gründen Inhaftierte. Die Insassen stammen in der Regel aus dem Landgerichtsbezirk Rottweil. In Hechingen und Villingen-Schwenningen sitzen männliche Erwachsene in Untersuchungshaft, die aus dem Landgerichtsbezirk Hechingen oder aus den Amtsgerichtsbezirken Villingen-Schwenningen und Donaueschingen stammen.
Oberndorf ist Untersuchungsgefängnis für Jugendliche und Heranwachsende aus allen genannten Land- und Amtsgerichtsbezirken.

## Behandlung, Betreuung, Arbeit und Freizeit

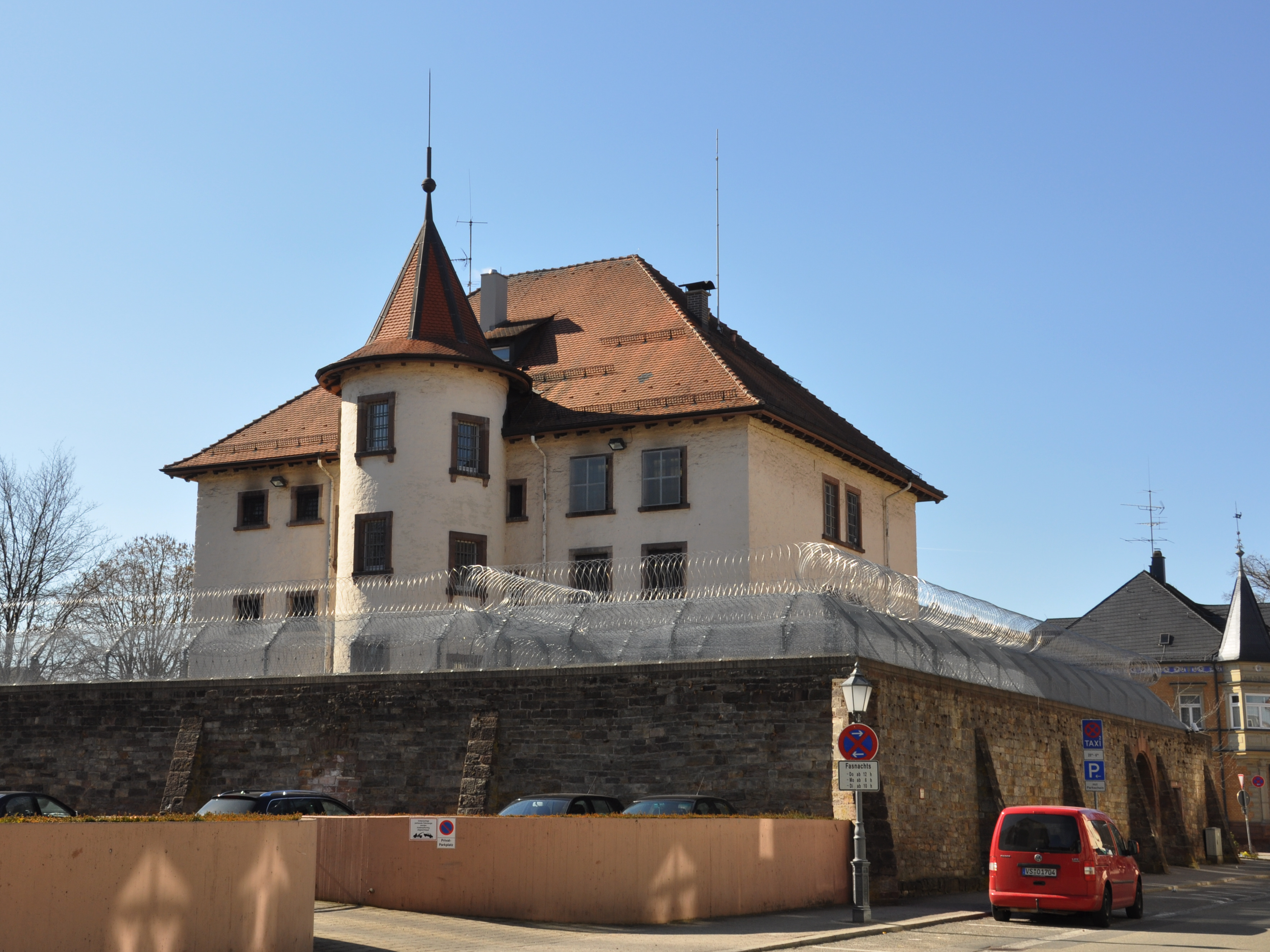
Außenstelle Villingen

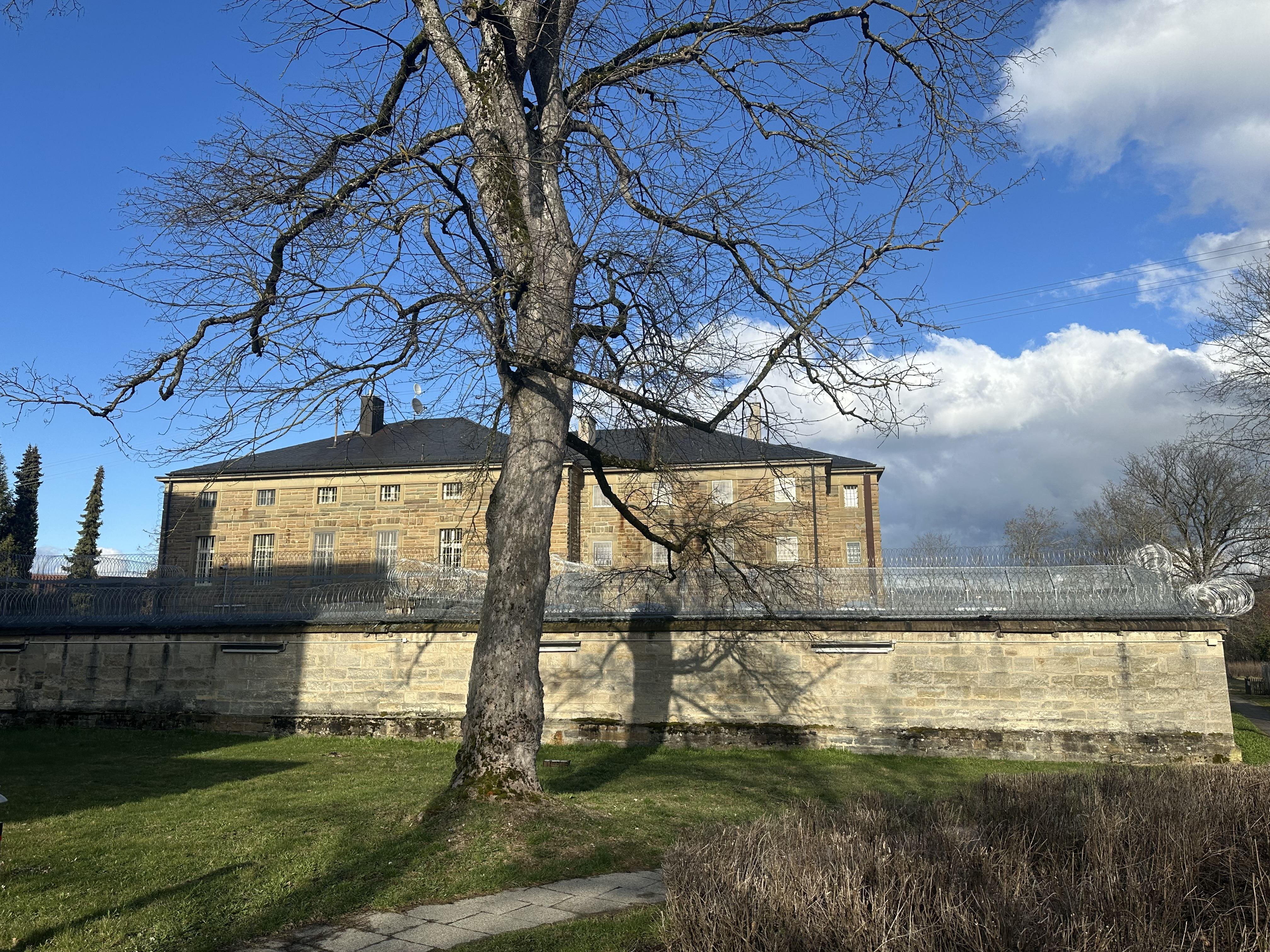
Außenstelle Hechingen

Es stehen ehrenamtlich Betreuer zur Verfügung. Es besteht eine Suchtberatung. Die beiden großen christlichen Konfessionen werden durch Seelsorger vertreten. Es werden unter anderem Spielgruppen und sportliche Aktivitäten angeboten. Diese können im Freien und in Krafträumen durchgeführt werden. Daneben besteht eine Bibliothek.
Die Häftlinge werden zur Arbeit (ca. sieben Stunden täglich) herangezogen. In Oberndorf besteht für acht Häftlinge die Möglichkeit, sich auf den Hauptschulabschluss vorzubereiten.

## Neubau
In Rottweil wird in der Gemarkung Esch ein neues Gefängnis errichtet, es bestehen Pläne, die vier alten Gebäude stillzulegen. Die in Bau befindliche Anlage ist auf 26.000 m² für 502 Gefangene ausgelegt, soll 280 Millionen Euro kosten und bis 2027 fertig sein. Der erste Spatenstich erfolgte am 26. Juni 2023. Die Neubaupläne, insbesondere die Standortfrage, beschäftigten auch den Landtag von Baden-Württemberg und wurden im September 2015 durch einen Bürgerentscheid in Rottweil bestätigt.
Mit der geplanten Eröffnung der neuen Justizvollzugsanstalt im Esch 2027 sollen die Justizvollzugsanstalt Rottweil und alle Außenstellen geschlossen werden.

## Trivia
Im Volksmund wird das Rottweiler Gefängnis nach dem Nachnamen eines früheren Leiters auch als „Café Lang“ bezeichnet. Der frühere Stuttgarter Bürgermeister Gerhard Lang, der als Sohn des Gefängnisverwalters dort aufwuchs, beschreibt in seinem Buch Kein Engel in der Höllgasse humorvoll das Leben im und um das Gefängnis.
2012 kam es zu einem Ausbruch von zwei Inhaftierten, die aber bald gefasst wurden.